# التهاب قصبات منسج
التهاب القصبات المنسِّج (بّي بي) هو اضطراب يتم فيه تقشيع المنتجات المفرزة المقولَبة في تفرعات الشعب الهوائية. لا يعد التهاب القصبات المنسِّج مرضًا واحدًا ذا آلية محددة تفسر تكوين المنتجات المقولبة في جميع الظروف. تشمل الأمثلة على الأمراض المرتبطة بتقشيع المنتجات المقولبة، والتي توصف أحيانًا بأنها التهاب قصبات منسج، كلًا من السل ومرض المتفطرات غير النموذجية وداء الرشاشيات القصبي الرئوي التحسسي والربو.
غالبًا ما يؤدي وجود اتصال غير طبيعي أو تسريب للسائل اللمفاوي في مجرى الهواء إلى ازدياد كمية المنتجات المقولبة ازديادًا ملحوظًا وانتشارها في العديد من التفرعات. يُطلق على هذا الحالة اسم التهاب القصبات المنسِّج اللمفاوي (إل بّي بي)؛ اضطراب في التدفق اللمفاوي يتميز بالتشكيل المتكرر لمنتجات مقولبة متفرعة ومطاطية القوام ومكونة بصورة أساسية من مادة بروتينية وأحيانًا كيلوسية مع خلايا لمفاوية. تصبح السوائل اللمفاوية المترسبة في الحيز الهوائي هلامية عندما تبرد، وتشكل قوالب كبيرة تملأ الشعب الهوائية وتشبه الجبن وتعيق تدفق الهواء. قد تكون محاولات تقشيع المنتجات المقولبة مفزعة للغاية، وترفع المخاوف بشأن حدوث الاختناق.

## العلامات والأعراض
تشمل الأعراض السريرية لالتهاب القصبات المنسِّج إلى جانب تقشيع المنتجات المقولبة كلًا من السعال المنتج والزلة التنفسية والحمى والأزيز. إن الأزيز البؤري من موجودات الفحص السريري المميزة، حتى لو كان غير نوعي. يؤدي سد المنتجات المقولبة مجرى الهواء بصورة كاملة إلى خفوت أصوات التنفس وأصمية بالقرع، أما في حالة الانسداد الجزئي، يمكن سماع صوت يشبه «صوت المروحة» أو «رفرفة العلم» بالتسمّع. تملأ أحيانًا المنتجات القصبية كامل الممرات الهوائية للرئة تقريبًا، وتكون عندها الحالة إسعافية حادة تهدد الحياة.

## المرضيَّات
ترتبط غالبية حالات التهاب القصبات المنسِّج بمرض مستبطن، إذ ارتبطت العديد من الأمراض الجهازية بهذه الحالة:
- أمراض قلبية: التهاب التامور المُضيّق، وأمراض القلب الخلقية.
- أمراض رئوية: الربو، وداء الرشاشيات القصبي الرئوي التحسسي، وداء الرشاشيات، وتوسع القصبات، والتليف الكيسي، والسل، وذات الرئة، والورم الحبيبي القصبي.
- اضطرابات التصريف اللمفي: توسع الأوعية اللمفية، ورم الأوعية اللمفية.
- أمراض متنوعة: متلازمة الصدر الحادة/داء الكريات المنجلية، والداء النشواني، والتهاب المفاصل الروماتويدي، والتهاب القولون الغشائي، واستنشاق المهيجات، والأورام (ورم الغدد الليمفاوية).

يحدث الشكل الأكثر شيوعًا من التهاب القصبات المنسِّج بعد جراحة القلب التي تعالج أمراض القلب الخلقية، وخاصة عملية فونتان، إذ يتم فيها تحويل تدفق الدم الجهازي إلى التدفق الرئوي، ما يرفع الضغوط في الجهاز الوريدي الرئوي، ومن ثم يعزز تسرب السوائل الغنية بالبروتينات والدهون من الأوعية اللمفاوية إلى الشجرة القصبية.

## التشخيص
يؤكد تشخيص التهاب القصبات المنسِّج من خلال رؤية القوالب التي جرى تقشيعها أو تصويرها بتنظير القصبات. لا يوجد اختبار خلوي أو مرضي أو مخبري محدد يتم تشخيصه المنتجات المقولبة التي يسببها بسبب التهاب القصبات المنسِّج اللمفاوي.

### التصوير
قد تكشف الأشعة السينية البسيطة على الصدر عن الانخماص الناجم عن انسداد مجرى الهواء، وقد تكون الرئة المقابلة مفرطة الانتفاخ. يمكن تصوير المنتجات المقولبة داخل الممرات الهوائية الرئيسية باستخدام التصوير المقطعي المحوري المحوسب.
قد يفيد حسب كل حالة التصوير بالرنين المغناطيسي الثقيل المرجح لزمن تي 2، وتصوير الأوعية اللمفاوية داخل العقد و/أو تصوير الأوعية اللمفاوية بالرنين المغناطيسي المعزز بالتباين الديناميكي لتحديد الأنسجة اللمفاوية المرضية أو التدفق اللمفاوي غير الطبيعي.